# تاجی‌ارکیده‌تباران
تاجی‌ارکیده‌تباران (نام علمی: Tropidieae) نام یک تبار از زیرخانواده رودرخت‌واران است.